# I'll Stick Around
Singles de Foo Fighters
This Is a Call
(1995) For All the Cows
(1995)
I'll Stick Around est le troisième single de l'album Foo Fighters sorti en 1995. La chanson parle de la veuve de Kurt Cobain, Courtney Love. Le clip de cette chanson est le premier du groupe et a été réalisé par Jerry Casale, membre fondateur de Devo.

## Membres lors de l'enregistrement
Dave Grohl - Guitare, chant, Basse, Batterie

## Membres dans le clip
- Dave Grohl - Guitare, chant
- Nate Mendel - Basse
- Pat Smear - Guitare
- William Goldsmith - Batterie

## Liste des éditions
CD promo (Royaume-Uni, États-Unis)
1. "I'll Stick Around

7" Vinyl Single
1. "I'll Stick Around"
2. "How I Miss You"

12" Vinyl Single (Royaume-Uni)
1. "I'll Stick Around"
2. "How I Miss You"
3. "Ozone" (Ace Frehley cover)

Edition japonaise
1. "I'll Stick Around"
2. "How I Miss You"
3. "Ozone" (Ace Frehley cover)
4. "For All The Cows (Live)"
5. "Wattershed (Live)"

## Classements hebdomadaires
| Classement (1995)                         | Meilleure position |
| ----------------------------------------- | ------------------ |
| Australie (ARIA Charts)                   | 61                 |
| Canada (RPM Rock Alternative)             | 2                  |
| États-Unis (Alternative Songs)            | 8                  |
| États-Unis (Mainstream Rock Tracks chart) | 12                 |
| Royaume-Uni (UK Singles Chart)            | 18                 |
| Royaume-Uni (UK Rock Chart)               | 1                  |